# Каменка (Перевальский район)
Каменка (укр. Кам'янка) — село, относится к Перевальскому району Луганской области Украины. Под контролем самопровозглашённой Луганской Народной Республики.

## География
Село расположено на реке Лозовой (правый приток Лугани, бассейн Северского Донца), с юго-запада к селу примыкает дачный посёлок Административный, на юго востоке располагается дачный посёлок Брикетный. Соседние населённые пункты: города Стаханов на северо-западе, Брянка (выше по течению Лозовой) на западе, Алчевск на юге, посёлки Карпаты на востоке, Криворожье и село Петровка (оба ниже по течению Лозовой) на северо-востоке, посёлок Яснодольск на севере.

## Население
Население по переписи 2001 года составляло 248 человек.

## Общие сведения
Почтовый индекс — 94310. Телефонный код — 6441. Занимает площадь 3,208 км². Код КОАТУУ — 4423683302.

## Местный совет
94310, Луганская обл., Перевальский р-н, с. Петровка, ул. Ленина, 10